# Photinus macdermotti
Photinus macdermotti är en skalbaggsart som beskrevs av Lloyd 1966. Photinus macdermotti ingår i släktet Photinus och familjen lysmaskar. Inga underarter finns listade i Catalogue of Life.